# パプアニューギニア地震 (2018年)
パプアニューギニア地震（パプアニューギニアじしん）とは、2018年2月26日3時44分（現地時間）に観測されたパプアニューギニアの山岳地方を震源とするマグニチュード7.5の地震。メルカリ震度階級IXを観測した。

## 被害
この地震で160人が死亡したと推定されているが、正確な人数は不明である。
地震が発生した当日、エクソンモービルは被害調査のため、震源付近のガス関連施設の操業を停止した。また、オイル・サーチも地震の影響を受けた地域の生産を停止した旨を発表した。
この地震で土砂崩れが発生し、また発生当時は深夜だったことも災いして12人が死亡した。また、土砂崩れによるものを含めた31人が死亡したと見られ、南部山岳州都メンディだけで13人、周辺地域でも18人が死亡しており、負傷者も300人にのぼっている。しかし、死者数についてはインフラ設備が地震で故障した地域もあってか、地元紙は14人が死亡したと報じているものの、警察当局は20人以上が死亡したと見られると声明を出すなど、情報が錯綜している。

### 対応
- パプアニューギニアのピーター・オニール首相は地震発生当日に災害対策チームなどを現地に向かわせたと発表した[9]。
- オーストラリアのジュリー・ビショップ（英語版）外務大臣はパプアニューギニア政府の要請を受けて空軍の輸送機を派遣したと声明を出した[9]。

## 地震活動
規模の大きな余震が相次ぎ、それによる被害も多く発生している。
以下は、本震を含んだマグニチュード6以上の地震。
| 発生日時 （現地時刻。UTC+10） | マグニチュード | 震源の深さ | メルカリ震度階級 | 備考                           |
| ----------------------------- | -------------- | ---------- | ---------------- | ------------------------------ |
| 2月26日3時44分                | 7.5            | 25km       | 最大震度IX       | 本震                           |
| 2月27日1時18分                | 6.3            | 19km       | 不明             |                                |
| 2月28日12時45分               | 6.1            | 16km       | 最大震度VII      |                                |
| 3月5日5時56分                 | 6.0            | 10km       | 不明             | この地震で11人が死亡           |
| 3月7日0時13分                 | 6.7            | 20.5km     | 最大震度VII      | 最大余震。この地震で18人が死亡 |
| 4月7日15時48分                | 6.3            | 18.1km     | 不明             |                                |